# Cage of Eden
Cage of Eden (エデンの檻, Eden no ori) est un shōnen manga de Yamada Yoshinobu. Il est pré-publié dans le magazine Weekly Shōnen Magazine par Kōdansha entre décembre 2008 et janvier 2013 au Japon. Il a été compilé en un total de vingt-et-un tomes. Il est édité par les éditions Soleil Productions en version française,. L'histoire narre l'accident d'un avion de ligne, dans lequel une classe de collégiens rentrait de voyage, sur une île déserte et inconnue peuplée de créatures préhistoriques, ainsi que de la survie des survivants du crash pour quitter l'île.

## Histoire

### Prologue
334 passagers et membres d'équipage, dont des élèves d'un collège, prennent place dans un avion de Guam en direction du Japon, avant de s’écraser sur une mystérieuse île habitée d’animaux disparus.

### Synopsis
195 élèves du collège Meikyô rentrent d’un voyage scolaire passé à Guam. Ils prennent l’avion no 23072307 en direction du Japon mais se retrouvent confrontés à de violentes secousses. L’avion effectue un atterrissage d’urgence sur une île inconnue.
Akira Sengoku, héros de l’histoire, se réveille peu après l'accident dans une jungle peuplée d’animaux qui ne devraient plus exister depuis des millions d’années, sur une île ne figurant sur aucune carte. À la recherche de la vérité et de ses amis, Akira doit se alors battre pour survivre dans ce jardin d’Éden monstrueux et cherchera alors a en découvrir les mystères tout en faisant de son possible pour protéger les survivants du crash des menaces extérieures et intérieures.

### Dénouement
Dans le vingt-et-unième et dernier tome de la série, lorsqu'Akira et ses compagnons atteignent la dernière tour (sur les quatre découvertes sur l'île), ils comprennent que l'accident de leur avion n'est pas un crash ordinaire : ils ont fait un bond dans le temps de plusieurs décennies. L'histoire de Cage of Eden est donc basée sur un voyage temporel, inspiré des légendes sur le triangle des Bermudes.
Lors de la disparition de l’avion, le 4 octobre 20XX, la mère d’Akira, dévastée par la disparition de son fils, a rencontré le grand-père de Miina, également dévasté par la disparition de sa petite-fille. Il décida alors d’intégrer celle-ci à son projet Eden.
Le projet Eden avait pour objectif de créer l’île Raika, une île artificielle située en plein océan Pacifique au sud du Japon. Quatre bâtiments, destinés à la recherche scientifique, furent également construits (surnommés les « quatre tours »). La réalisation de ce projet, estimé à 6 billiards de yens (6 000 000 000 000 000 ¥), soit environ 51 billions d’euros (51 000 000 000 000 €), se déroule ainsi sur plusieurs décennies, voyant passer Yoshimi Isurugi, Yuna Sengoku puis Frey Sengoku comme superviseur du projet.
Une fois l’île achevée, des scientifiques de différentes nationalités entreprennent alors des recherches sur l’ADN dans le but de recréer des animaux disparus il y a des millions d’années. Des années plus tard, tous les scientifiques meurent dans des circonstances mystérieuses (vraisemblablement à la suite d'un accident de type épidémique ou une attaque terroriste bactériologique) et les installations, de même que l'île et ses habitants, sont laissées à l’abandon.
Des années plus tard, l'avion 2307 avec à son bord la classe d'Akira réapparaît, avant de se crasher sur l’île aux coordonnées exactes de sa disparition une centaine d'années plus tôt. L’histoire débute à ce moment et trois années s'écoulent entre le premier et dernier tome.
Environ trois ans après le crash, les survivants construisent un navire afin de quitter l’île. Comme l’histoire se passe des décennies voire des siècles après le départ de Guam et qu’il n’est pas montré ce qu’est devenu le monde extérieur entre-temps, la fin de l’histoire est donc laissée à l’imagination du lecteur.

## Personnages

### Personnages principaux
Miina Isurugi (石動 ミイナ, Isurugi Miina) : Miina est en réalité un jeune garçon travestit en fille à cause de son métier d'acteur. Ceci lui sauve la vie plusieurs fois, il décide de garder cette identité. Il rejoint Akira et ses amis. Il est un peu capricieux mais il apporte de la vie au groupe.
Yarai Kôichi (矢頼 光一, Kōichi Yarai) : L'élève le plus problématique de leur lycée, il est violent et renfrogné mais s'avère avoir du cœur. Il agit séparément d'Akira avec son propre groupe.
Shirô Mariya (真理谷 四郎, Mariya Shirō) : Considéré comme le cerveau du groupe, il communique d'importantes informations sur les bêtes de l'île grâce à l'encyclopédie illustrée des animaux disparus téléchargée sur son ordinateur portable, dont il ne se sépare jamais. Pas très fort physiquement, il utilise ses connaissances pour sortir le groupe des situations difficiles.
Kanako Ômori (大森 夏奈子, Ōmori Kanako) : Une des hôtesses de l'air présente dans l'avion au moment du crash, elle se réveille non loin d'Akira et Mariya et se joint très vite à eux. Elle est pleine de bonté mais maladroite, elle a dû passer plusieurs fois son examen pour devenir hôtesse. Elle s'occupe de l'organisation des médicaments et de la nourriture que les membres du groupe trouvent.
Akagami Rion (赤神 りおん, Rion Akagami) : Elle est l'amie d'enfance de Sengoku, douce et souriante. Idole et aimée de tous à l'école où ils venaient. Elle suit Sengoku tout au long de l'histoire.
Akira Sengoku (仙石 アキラ, Sengoku Akira) : Il est le héros de cette histoire. Avant que cet accident ne se produise, il se disait un garçon « normal », posait quelques problèmes à l'école, mais ces étranges expériences qu'il va vivre avec ses amis tout au long de l'histoire montreront un caractère courageux et généreux qui feront de lui un excellent meneur.

### Personnages secondaires
Kôhei Arita (有田 幸平, Arita Kōhei) : Meilleur ami et ami d'enfance d'Akira, il est aussi le plus populaire du lycée. Il est très sportif et possède son propre groupe. Après s'être sérieusement cogné la tête, et poussé par Hadès, il assassine tous ses camarades.
Tokiwa Aya (常磐 あや, Aya Tokiwa) : Elle est membre du club d'athlétisme et fera partie du groupe d'Akira. Elle faisait précédemment partie du groupe d'Eiken.
Hadès : Élève mystérieux qui porte un masque.
Igarashi Hideo : Homme d'affaires, membre du groupe d'Eiken jusqu'à leur rencontre avec Akira.
Miina Isurugi : La vrai Miina est la fille d'un homme très influant et très riche, elle est très mystérieuse. Elle a perdu la mémoire lors du crash. Elle possède un carnet où elle dessine les animaux qu'elle voit. Étrangement, elle connait les caractéristiques de chacun des animaux.
Mami Kagura (神楽 真実, Kagura Mami) : Bien que du même âge qu'Akira elle ne vient pas de la même école. Elle rejoint le groupe d'Akira après que le sien soit mangé par des crocodiles. Elle est une jeune fille un peu timide, et possède le pouvoir de voir l'avenir, pouvoir survenant de temps en temps.
Kirino : Fille du groupe d'Akira et anciennement membre du club de kendo. Elle est néanmoins de nature faible.
Miyauchi Maya : Membre du club de karaté. Elle est sans doute la fille la plus forte en combat du groupe d'Akira.
Makoto Morita (森田 真, Morita Makoto, alias Eiken) : Un des meilleurs amis d'Akira, il emporte toujours avec lui sa caméra. Il est le meneur d'un groupe avant de rejoindre Akira.
Airi Narumi et Kairi Narumi : Ce frère et cette sœur sont jumeaux. Ils possèdent un lien psychique leur permettant de savoir comment ils vont lorsqu'ils sont séparés.
Rei : Une étudiante de l'université, elle est amoureuse de Tooru. C'est une fille un peu perverse.
Suzuki Ryouichi : Garçon du groupe d'Akira, il est le plus pervers d'entre eux.
Kazuma Saji (左治 一馬, Saji Kazuma, alias Zaji) : Il est dans la même école qu'Akira avant l'accident. Il rejoint ce dernier au début de l'histoire, après s'être fait trahir par son groupe. D'un caractère plutôt moqueur, il donne une bonne ambiance autour de lui.
Saki Segawa (瀬川 咲, Segawa Saki) : Fille appartenant au groupe de Yarai.
Komiyama Seigou : Un moine qui est un pervers et lolicon. Il est dans le groupe d'Eiken.
Frey Sengoku : Elle est la fille adoptive de Yuna.
Yuna Sengoku (仙石 優奈, Sengoku Yuna) : Elle est la mère d’Akira.
Hatsune Shizuka : Vice-présidente du conseil des élèves et membre du groupe d'Akira.
Hikime Shuu : Garçon du groupe d'Akira et anciennement membre du club de Kendo, il est très fort.
Tooru : Un étudiant de l'université, il se démarque des autres personnages par la cicatrice qu'il porte au visage. Il est l'ami d'enfance de Rei.
Takashi Yamaguchi (山口 崇, Yamaguchi Takashi) : Président du conseil des élèves et membre du groupe d'Akira.
Sakuma Yuki (佐久間 雪, Yuki Sakuma) : Déléguée de la classe d'Akira qui faisait partie du groupe d'Arita, elle rejoint le groupe de ce dernier par la suite. Yuki est une fille très réservée.

## Univers

### Île

#### Localisation
L’île Raika est une île artificielle du Japon située dans l’océan Pacifique entre Guam et le sud du Japon mais non répertoriée sur les cartes.

#### Relief
De forme circulaire, elle fait environ 400 km de diamètre et possède une vaste faune et flore n’existant pas ou ne devant plus exister, datant pour la plupart de plusieurs milliers à plusieurs millions d’années.

#### Construction
L’île est composée de quatre bâtiments tous abandonnés : un obélisque, un phare, une pyramide et une école.
L’obélisque est situé au centre l’île et érigé à la mémoire de Miina Isurugi. Il possède deux inscriptions : d’un côté figure « Miina Isurugi – Requiscat in pace » (en latin : « Miina Isurugi – Repose en paix ») ; d’un autre côté figure les coordonnées géographiques de l’île « N 21° 97 E 135° 13 » suivies de « Caelum (Japan) » (en anglais : « Caelum (Japon) »). Il est entouré de quatre statues représentant des anges, le tout étant protégé par une série de pièges à bascule placés en forme de cercle autour de l’obélisque et des statues.
Le phare est situé à l’extrémité sud-est de l’île et a une architecture en forme de spirale, différente d’un phare classique. Il est élevé de six étages et abritait des systèmes informatiques destinés à la conception numérique des animaux. À son toit ne figure pas de système lumineux mais une cloche hors d’usage.
La pyramide est située à l’extrémité nord-est de l’île et à proximité d’une piste d’atterrissage. Elle abrite un large complexe souterrain sur 30 étages en profondeur destinée à la recherche scientifique et à la création des animaux.
L’école est située dans les terres au nord-ouest de l’île. Elle sert de dortoir au scientifiques mais également de mémorial en souvenir des passagers de l’avion disparu.

### Faune
L’île est remplie d’une faune très variée ayant vécu sur différents continents et à différentes époques. Sur l’échelle des temps géologiques, ces animaux ont vécu entre la période Paléogène (il y a 66 millions d’années) à la période Quaternaire (il y a 10 000 ans), pendant l’ère Cénozoïque, qui ne représente qu’une courte partie de l’éon Phanérozoïque. On y retrouve cependant aussi quelques espèces disparues durant l'ère historique, mais aussi des espèces datant d'avant l'époque des dinosaures. Il n'y a d'ailleurs essentiellement que des mammifères et des oiseaux sur l'île. Il y a ainsi des animaux allant de petites herbivores inoffensifs à d’effroyables carnivores extrêmement dangereux. L'île abrite aussi des monstres hybrides, appelés des chimères, qui sont des mélanges de plusieurs animaux.

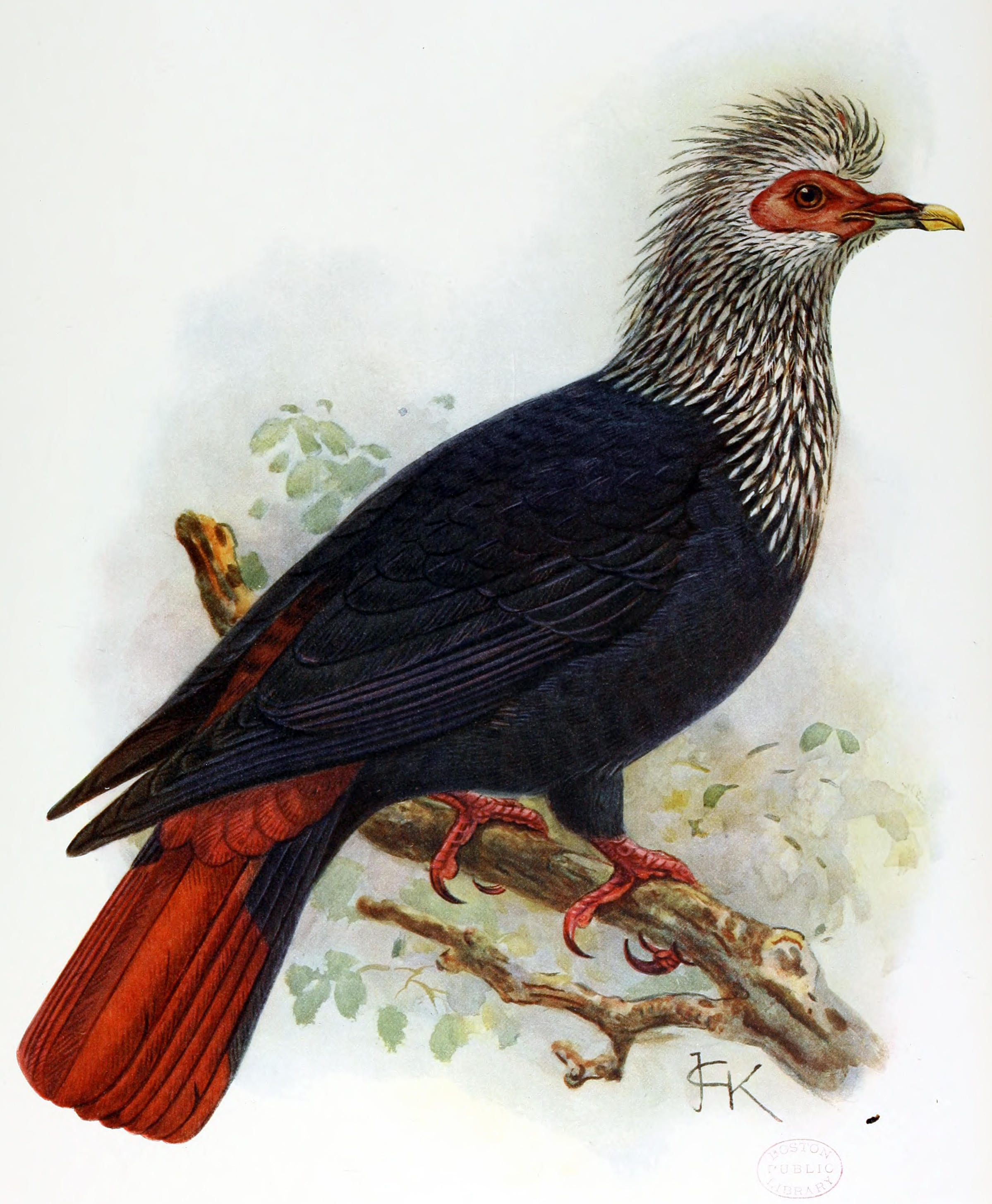
Alectroenas nitidissimus
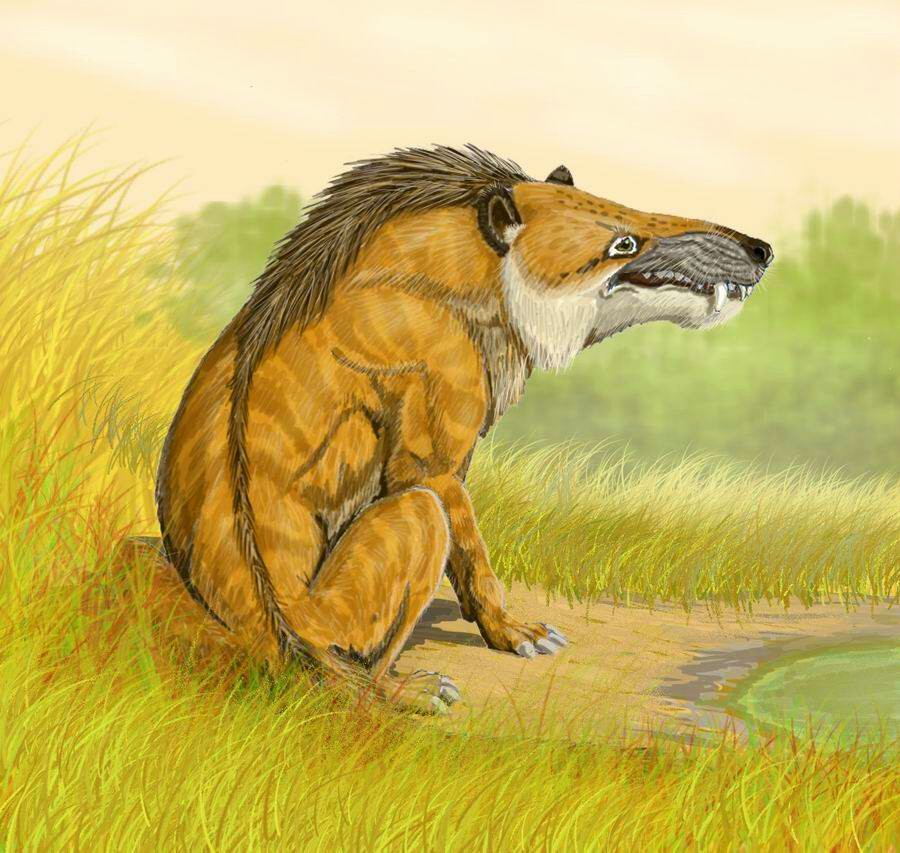
Andrewsarchus
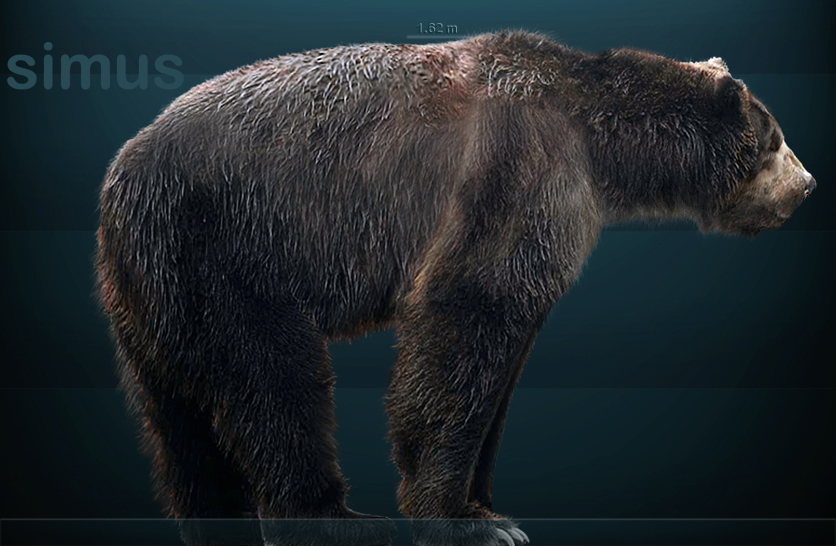
Arctodus simus
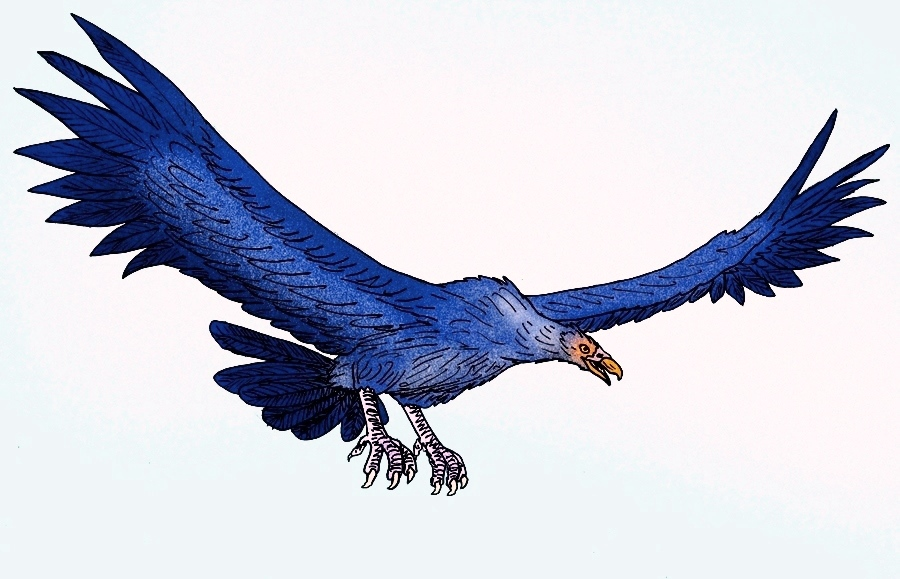
Argentavis
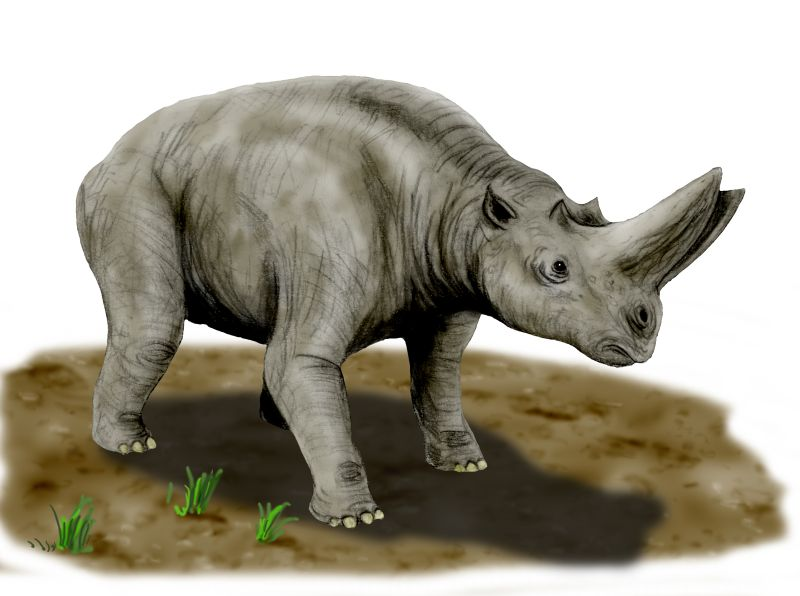
Arsinoitherium
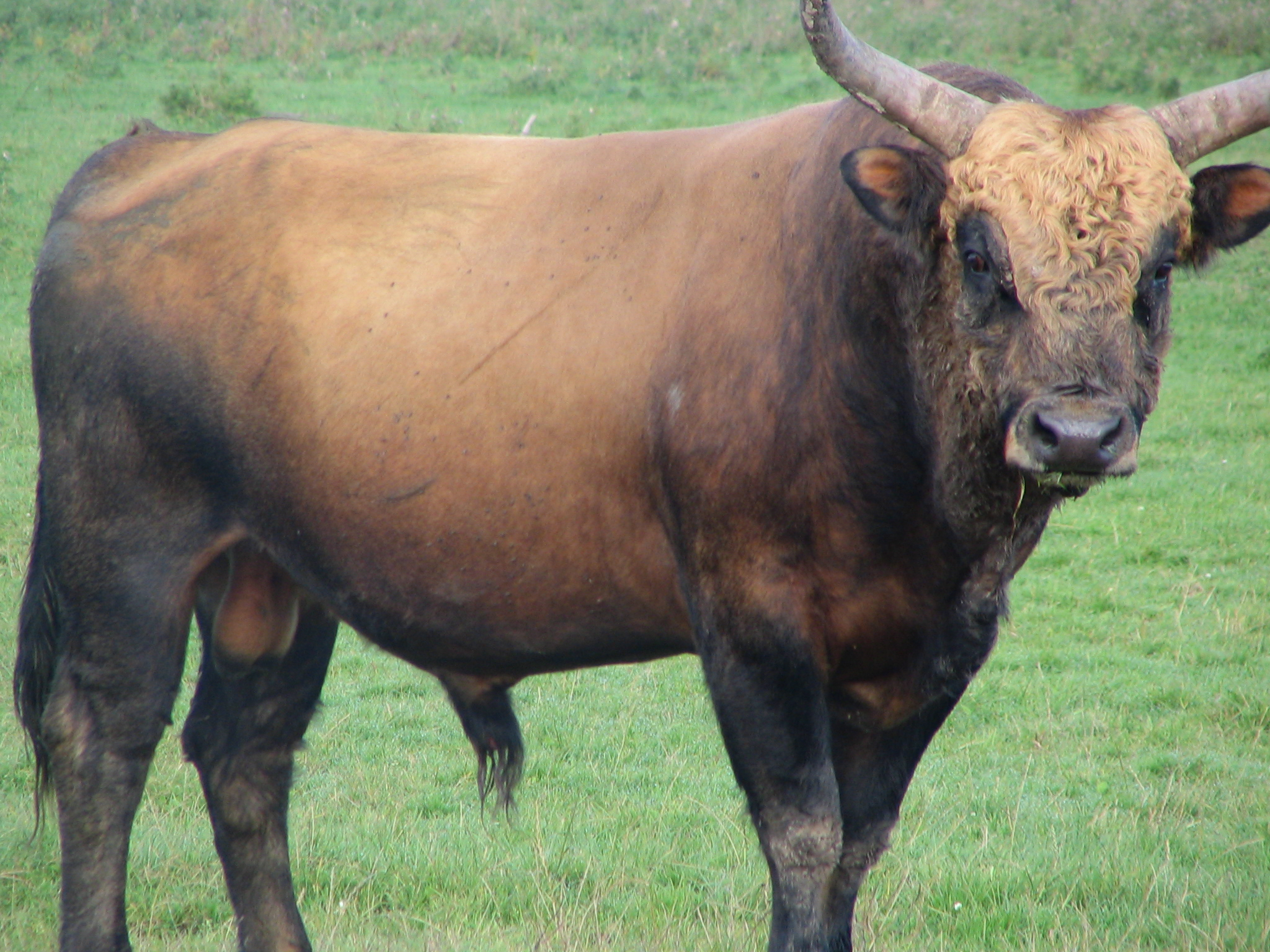
Aurochs
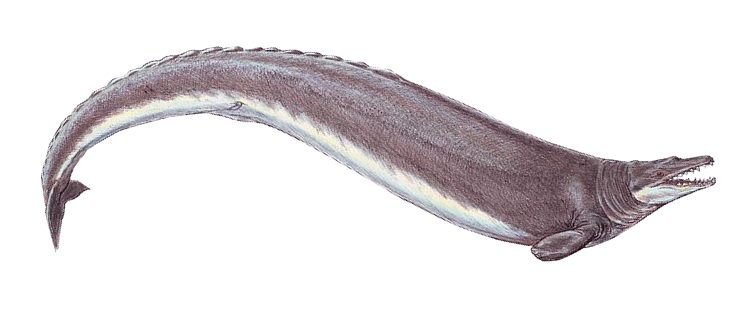
Basilosaurus
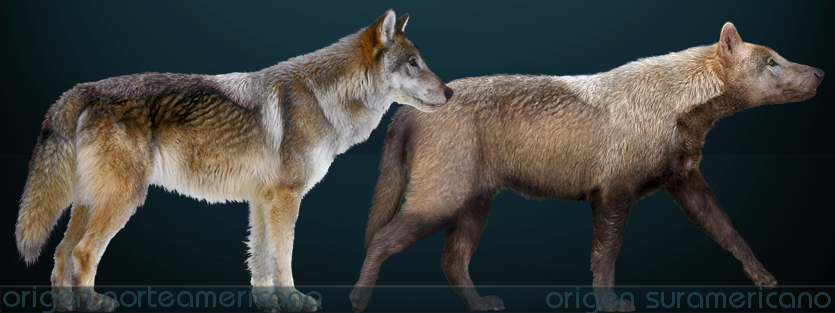
Canis dirus
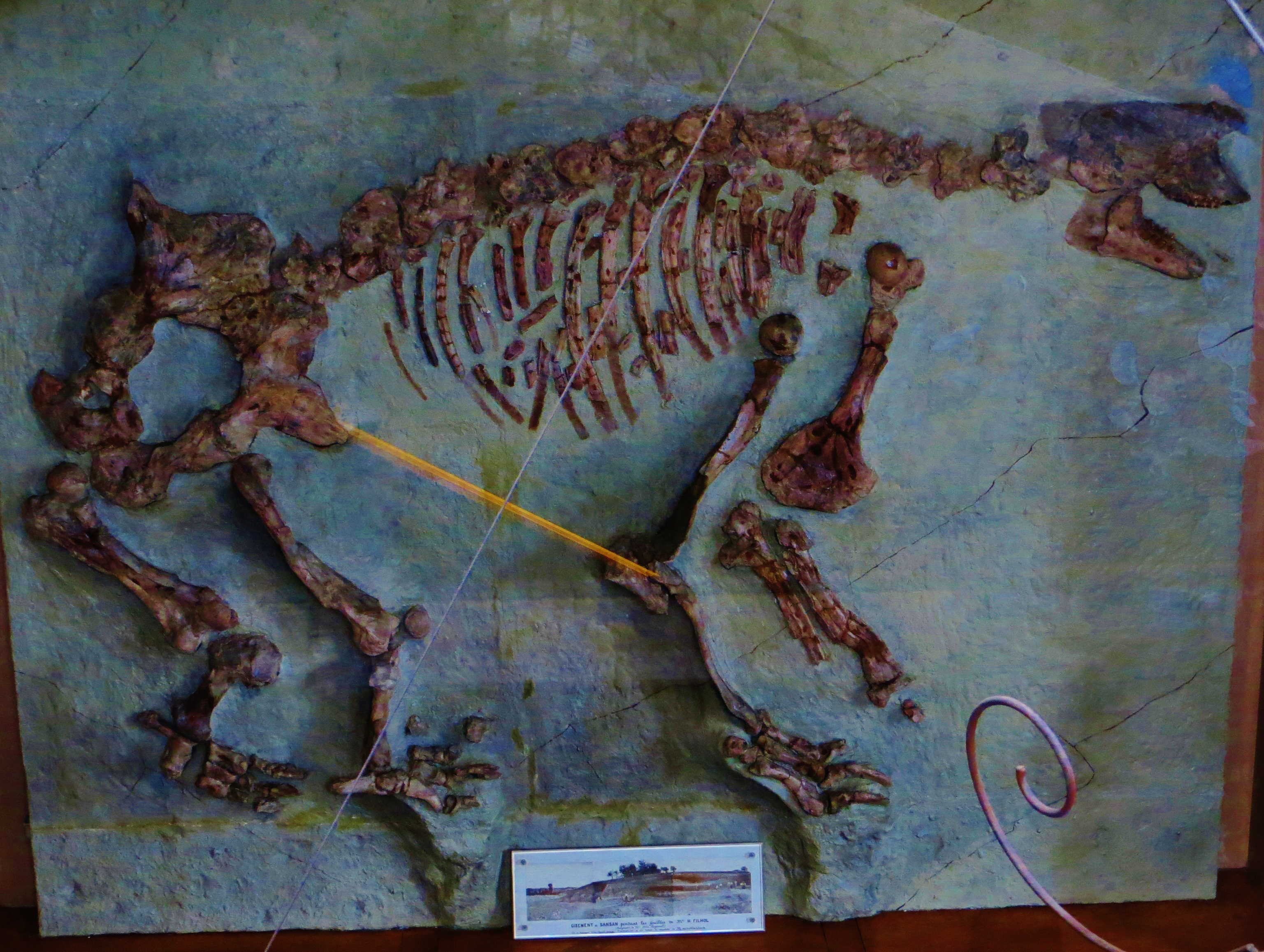
Chalicotherium
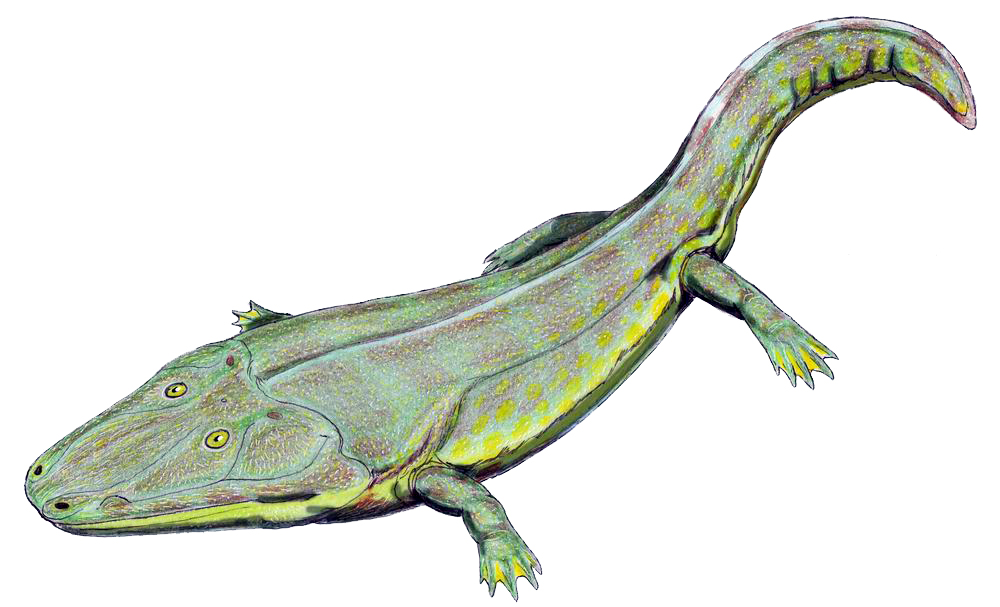
Cyclotosaurus
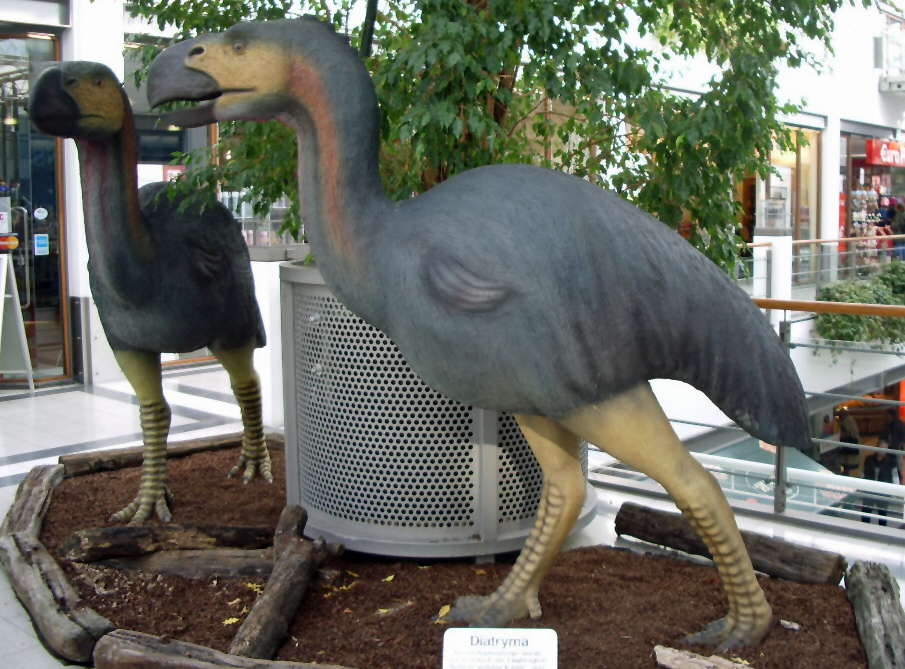
Diatryma
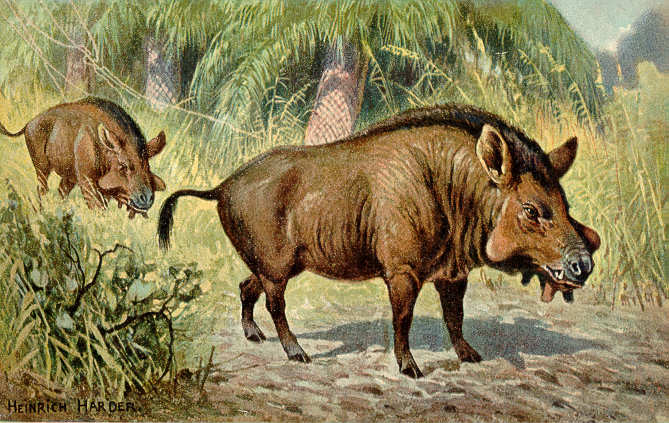
Entélodonte
Eumegamys (en)
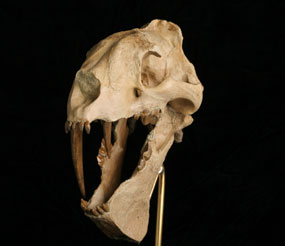
Eusmilus
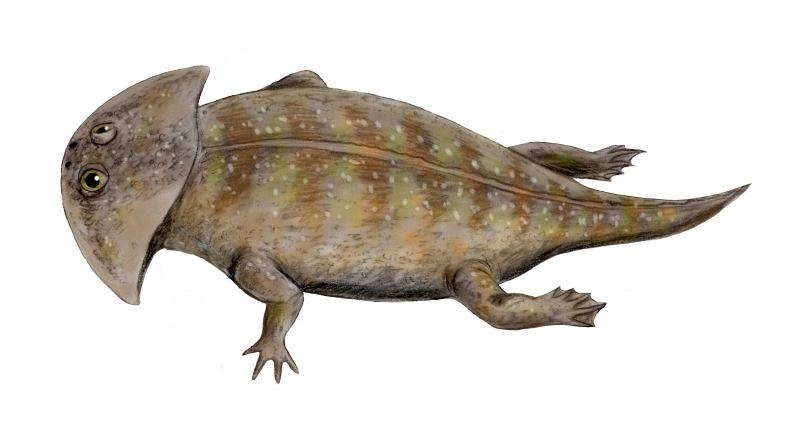
Gerrothorax
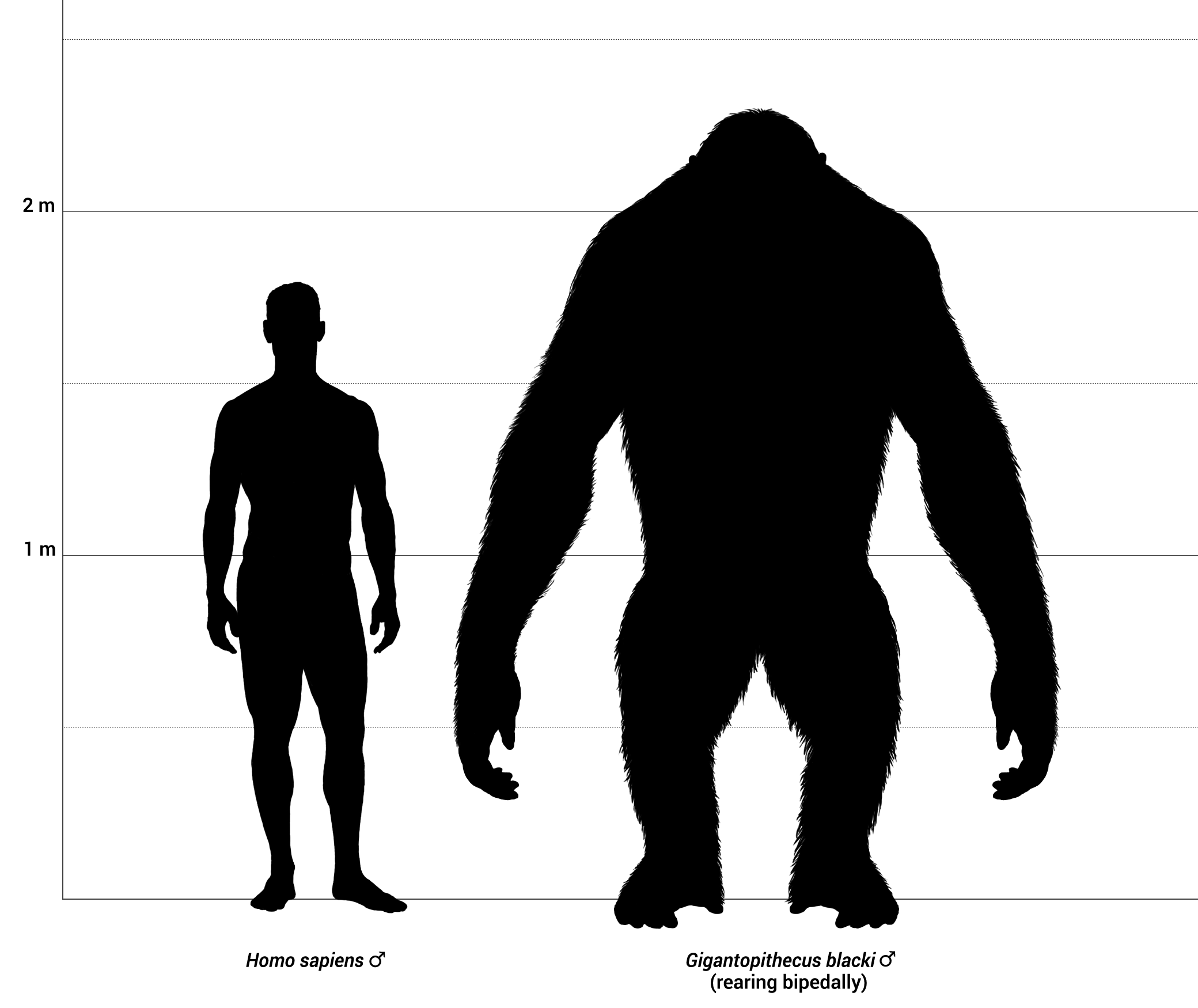
Gigantopithecus
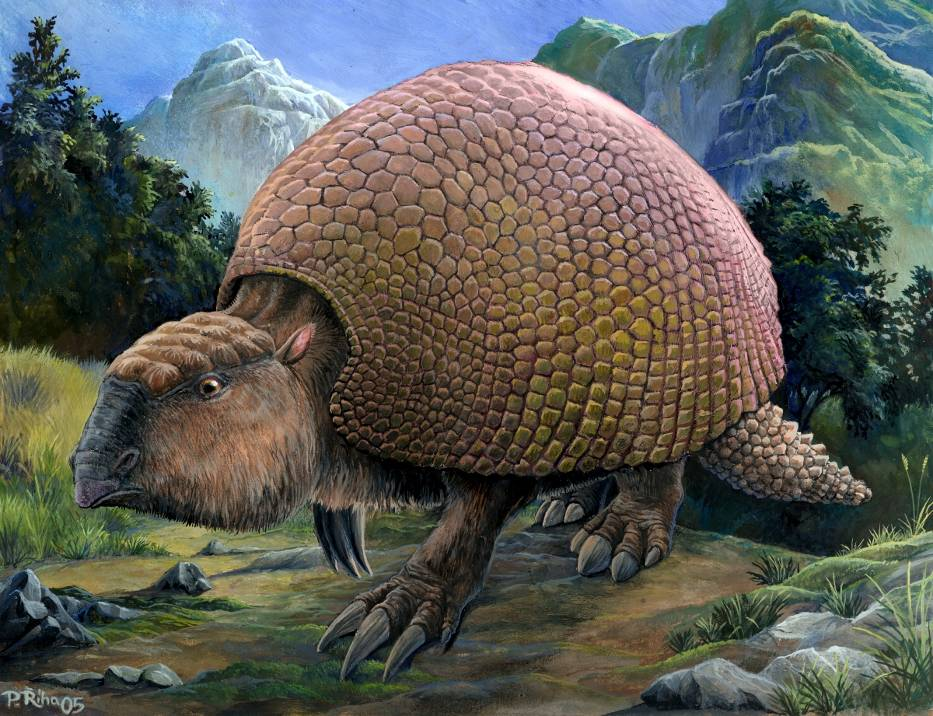
Glyptodon
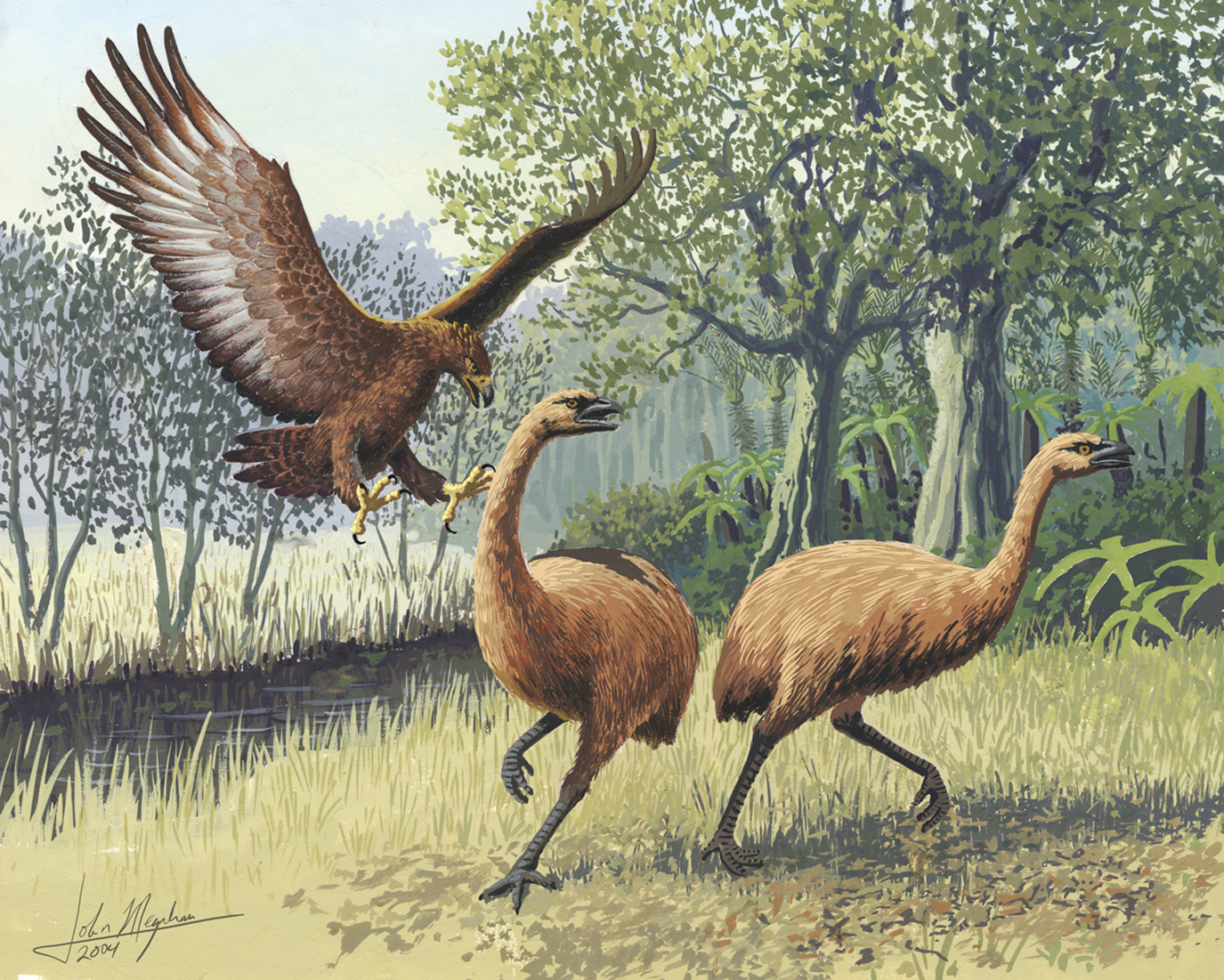
Harpagornis moorei
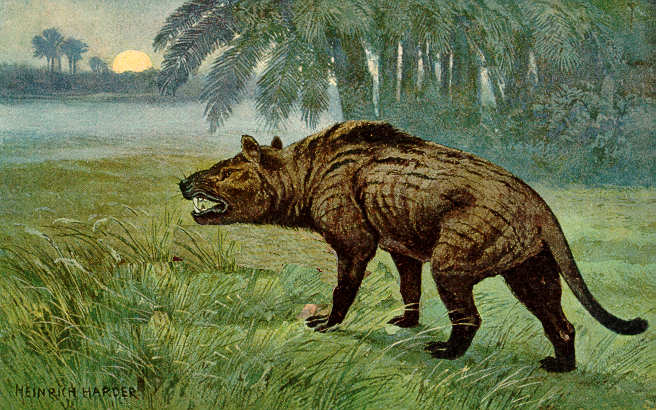
Hyaenodon
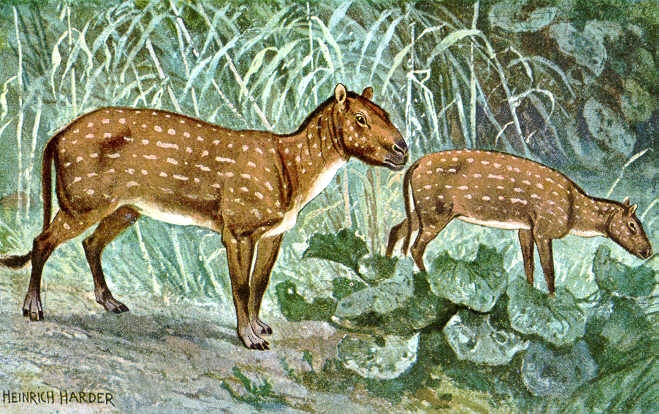
Hyracotherium
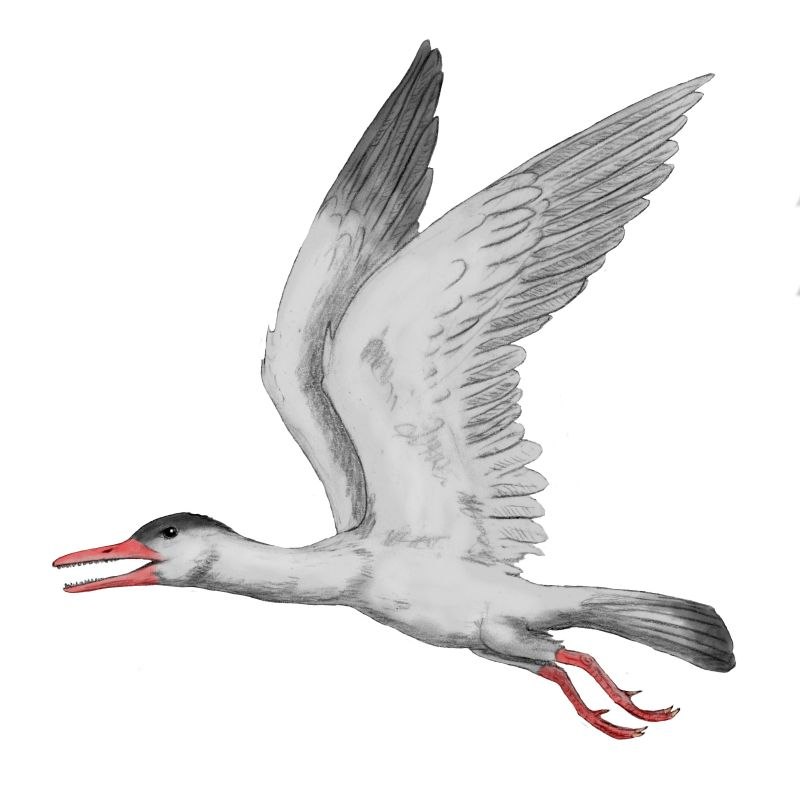
Ichthyornis
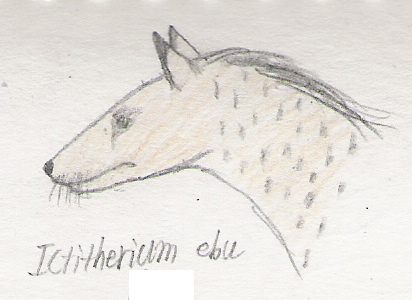
Ictitherium
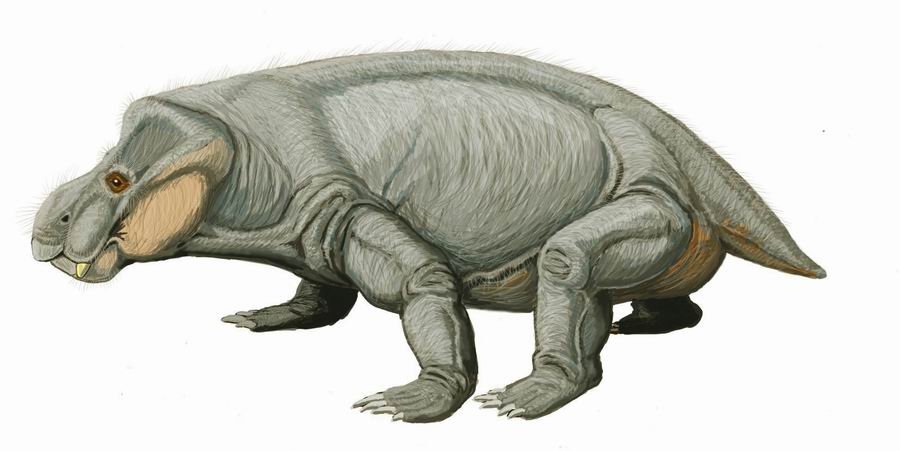
Kannemeyeria
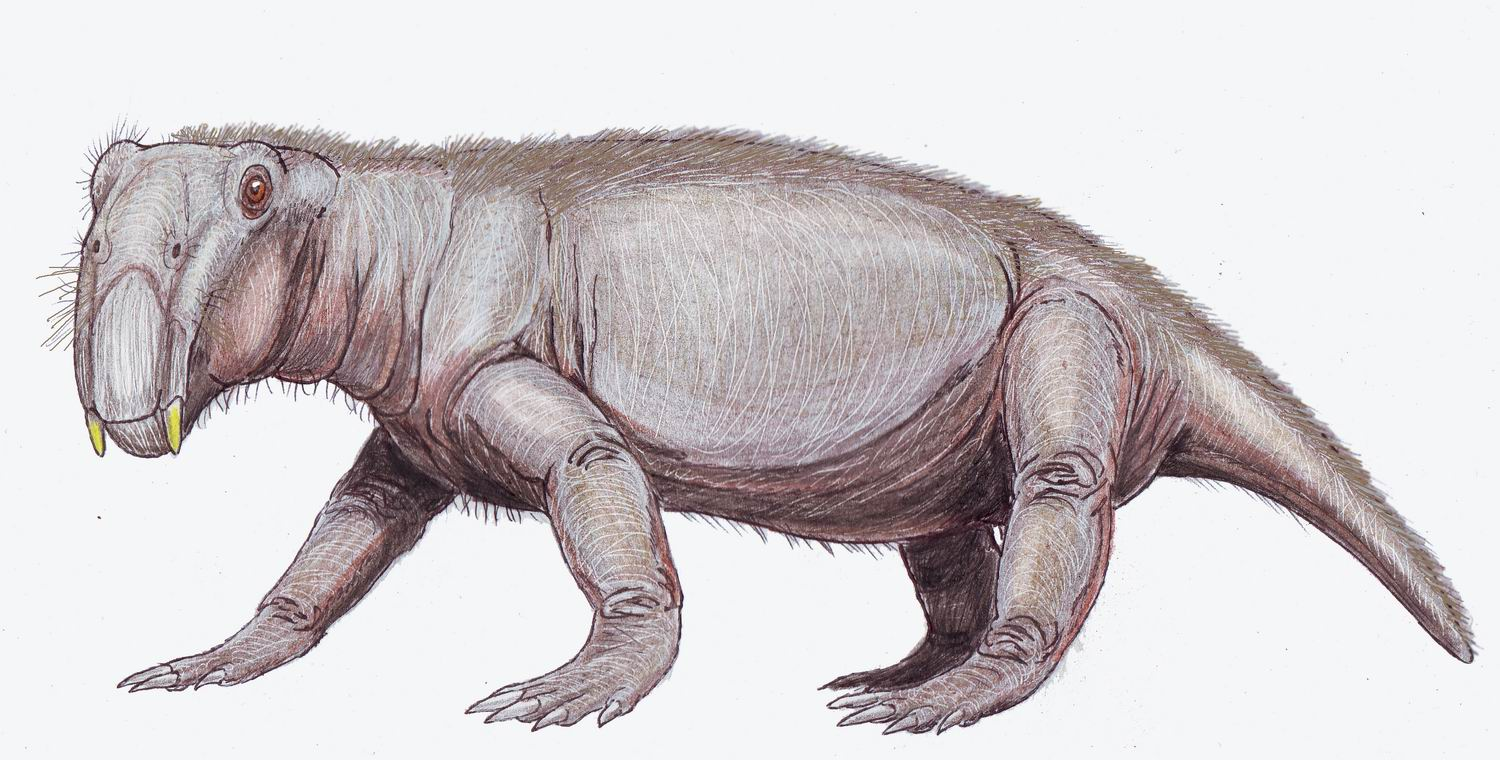
Lystrosaurus
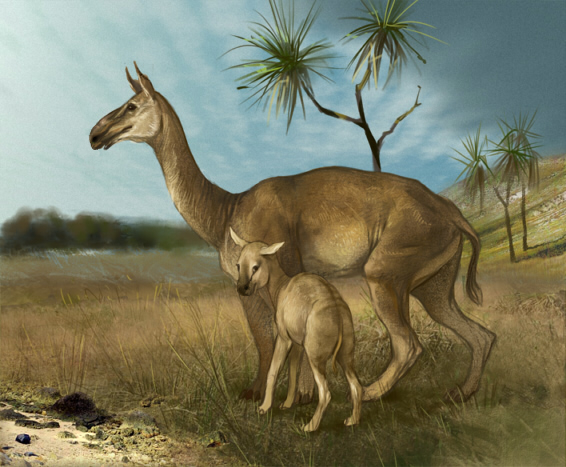
Macrauchenia
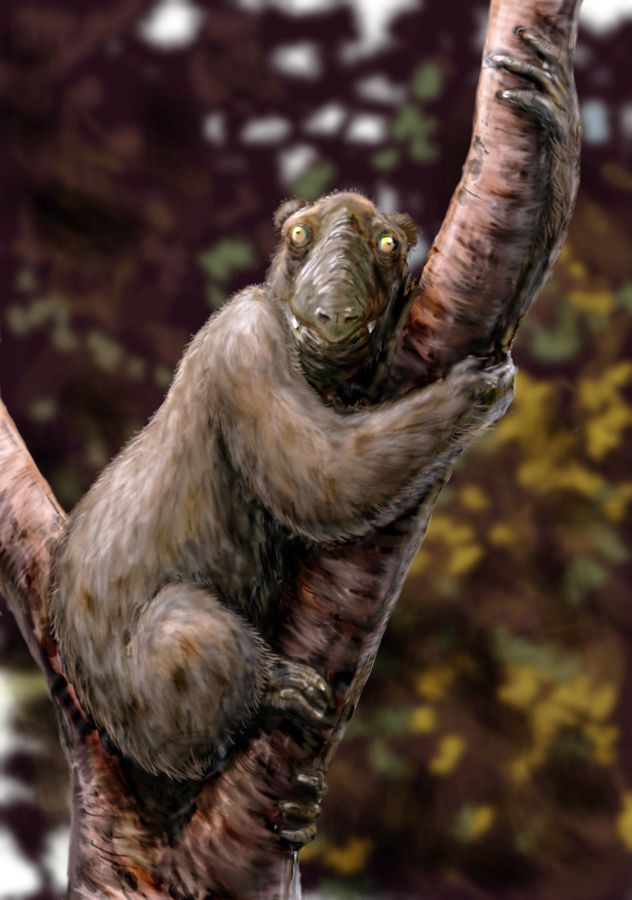
Megaladapis
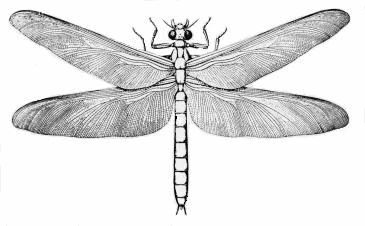
Meganeura
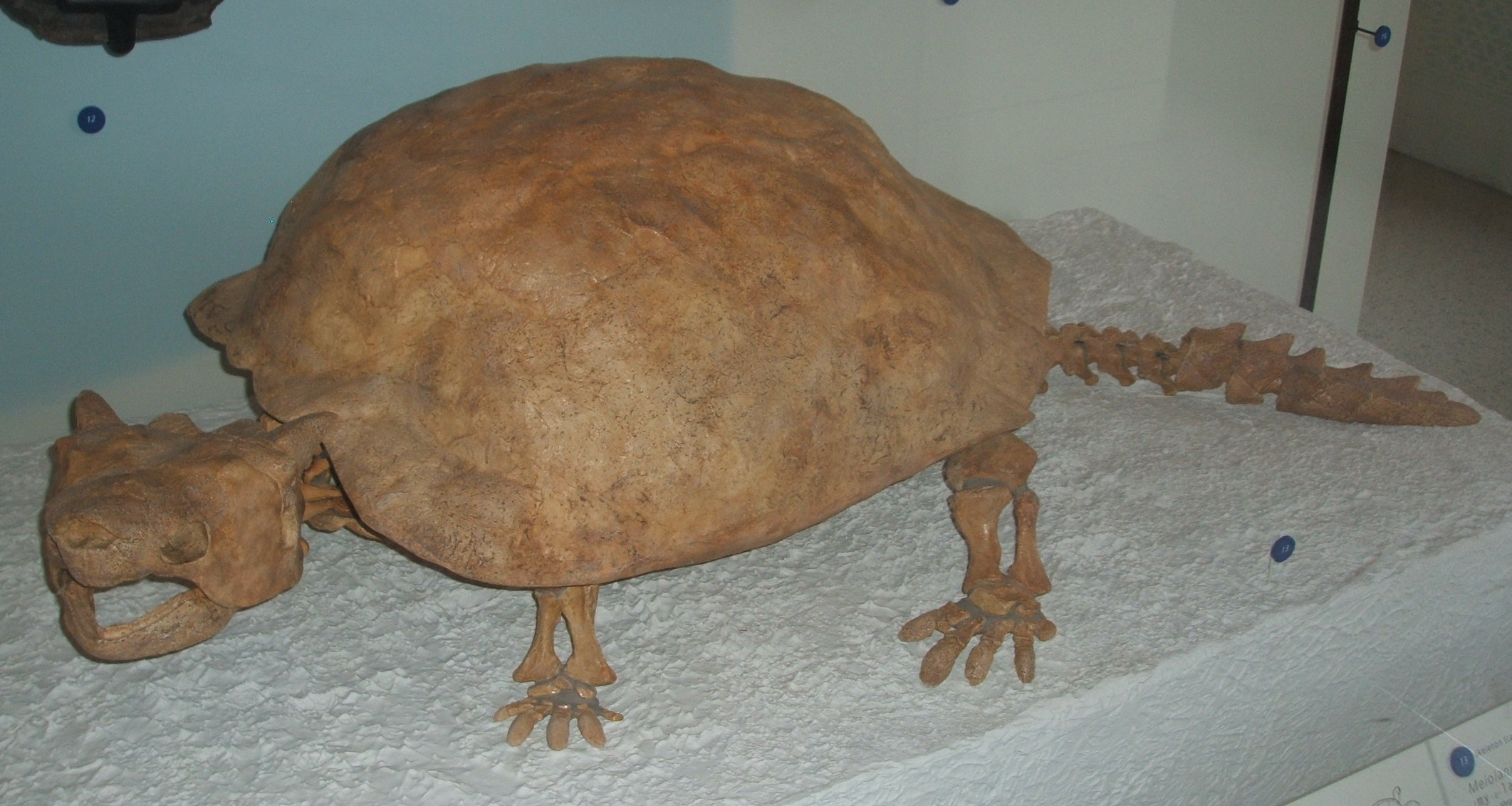
Meiolania
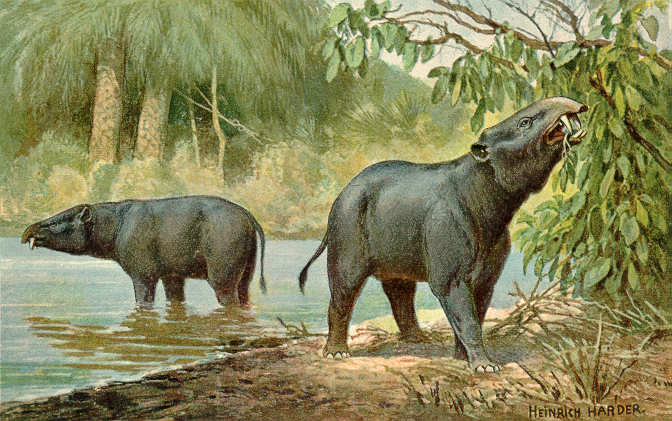
Moeritherium
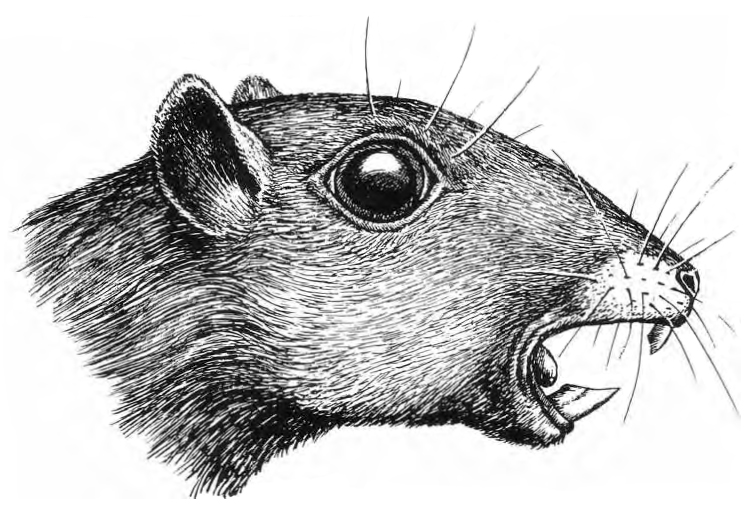
Nemegtbaatar (en)
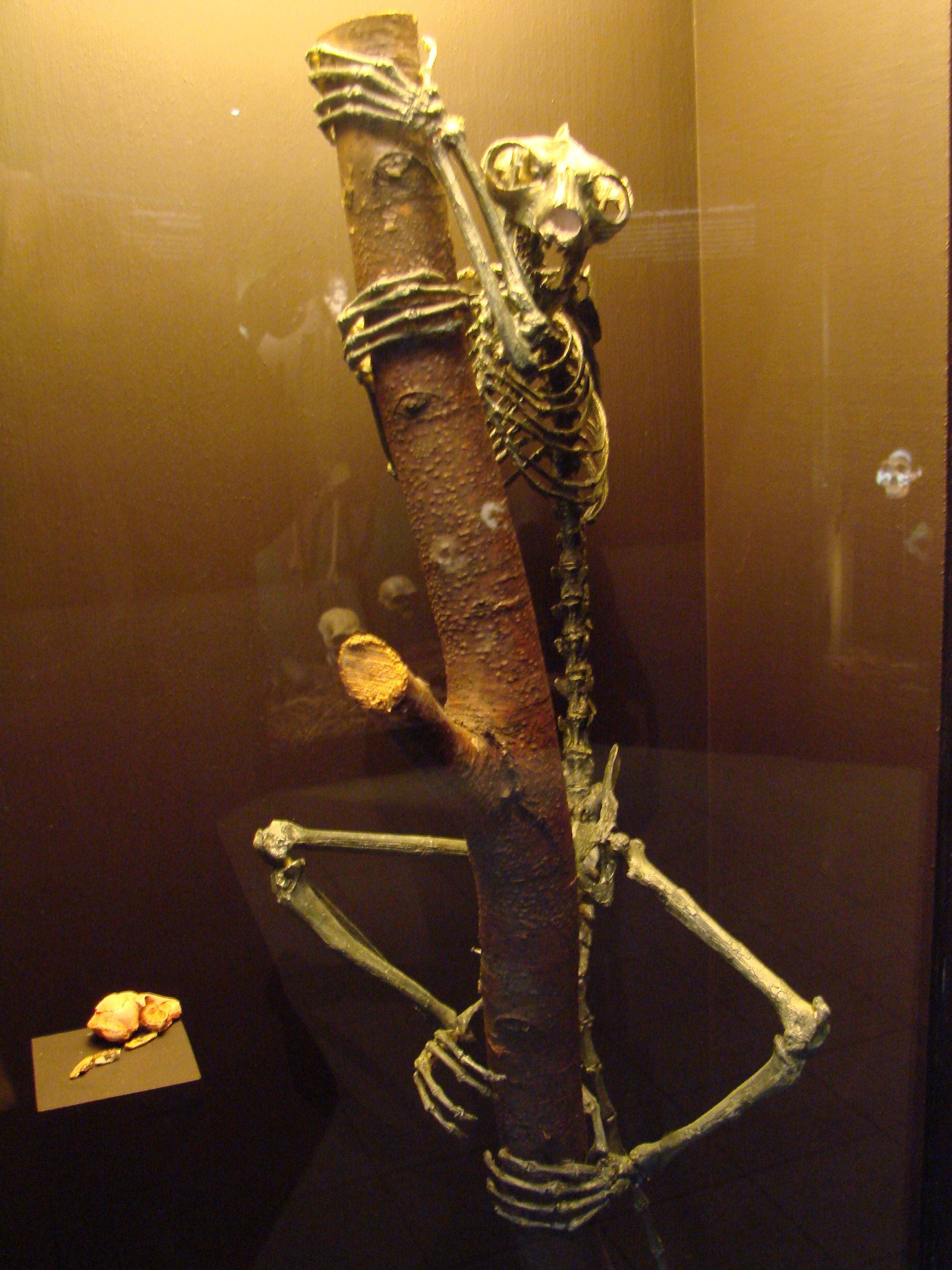
Notharctus
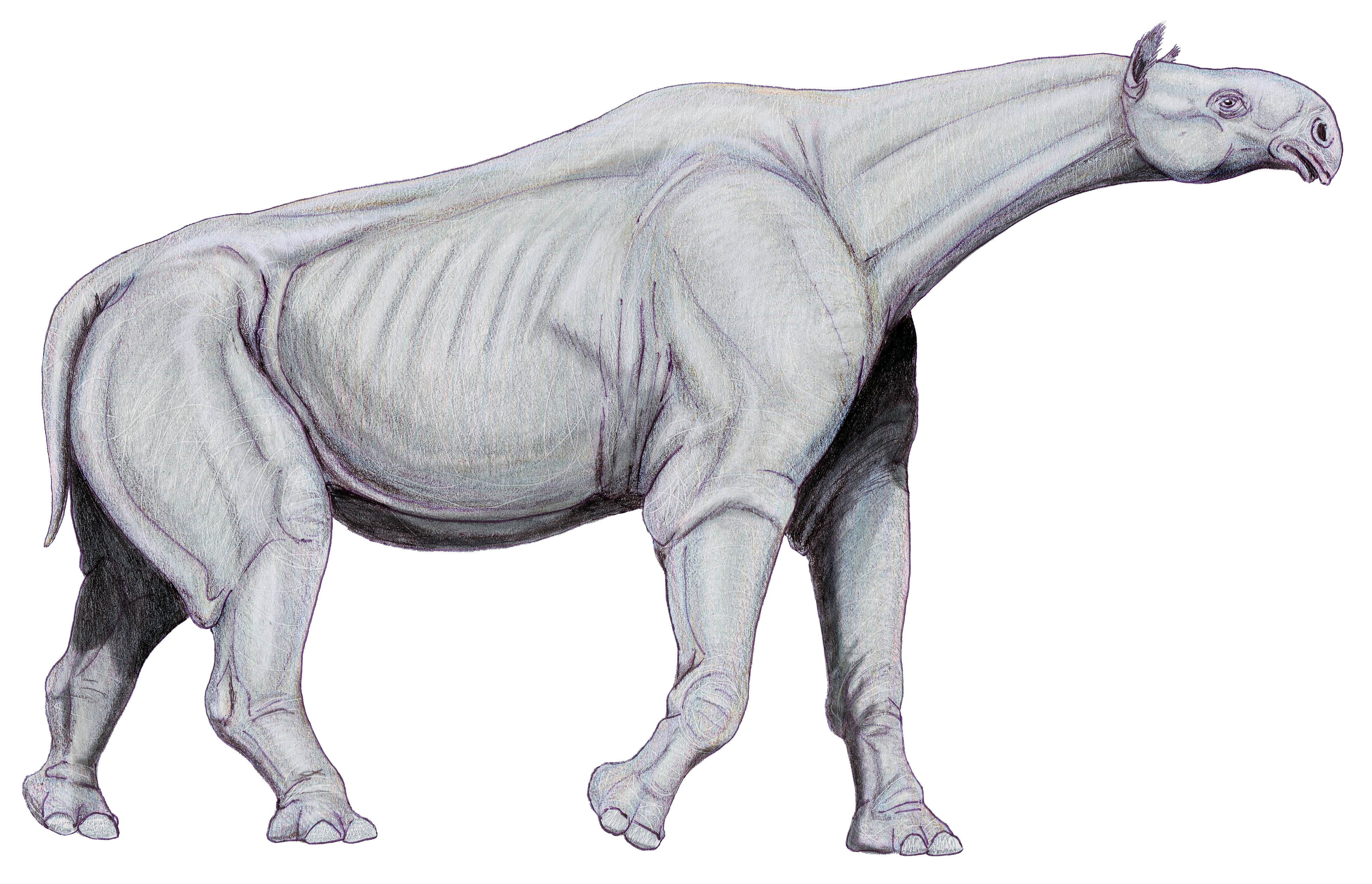
Paraceratherium
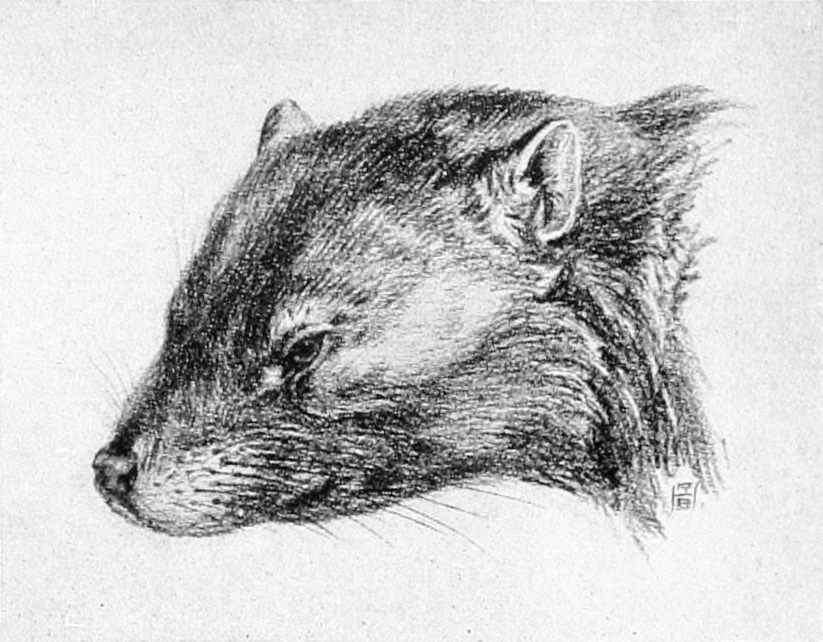
Ptilodus (en)
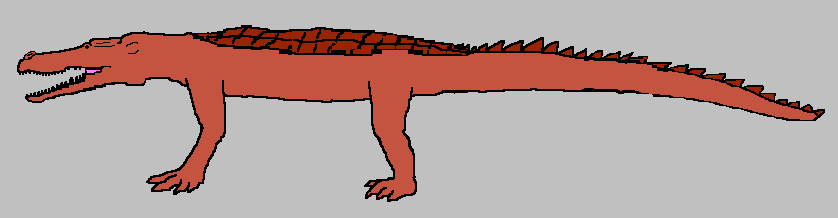
Pristichampsus
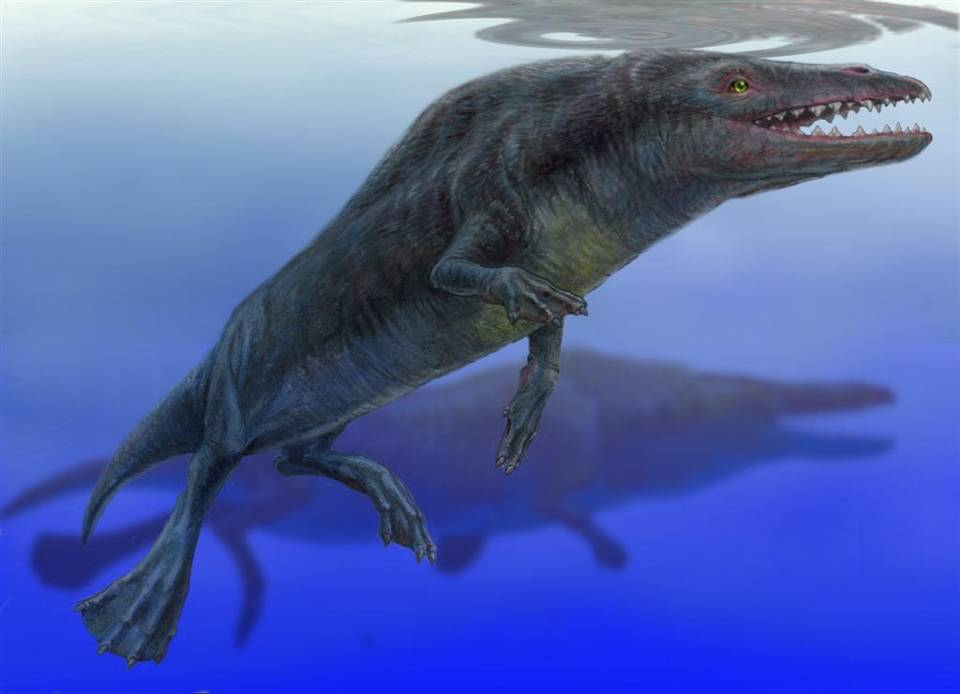
Rodhocetus
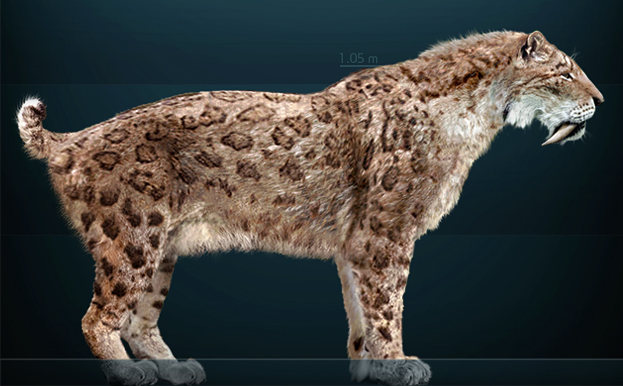
Smilodon

## Analyse de l’œuvre

### Réception et critiques
Après huit tomes sortis en France, le site Manga News lui accorde la note de 14 / 20 et le site Manga Sanctuary celle de 3 / 5.

## Manga
La publication de cette série débute au Japon en 2008 dans le magazine hebdomadaire Weekly Shōnen Magazine de la maison d’édition Kōdansha. Le premier tankōbon est publié le 17 février 2009. La série compte vingt-et-un tomes et s’est terminée quatre ans plus tard le 15 février 2013.
En France, la série paraît aux éditions Soleil Productions depuis le 23 octobre 2013,. L'intégralité de la série est publiée au 22 février 2017.

### Liste des chapitres
| no | Japonais          | Japonais          | Français          | Français          |
| no | Date de sortie    | ISBN              | Date de sortie    | ISBN              |
| --- | ----------------- | ----------------- | ----------------- | ----------------- |
| 1 | 17 février 2009   | 978-4-06-384106-0 | 23 octobre 2013   | 978-2-302-03135-7 |
| Liste des chapitres : - Chapitre 1 : What a Wonderful World… - Chapitre 2 : The Law of the Jungle… - Chapitre 3 : Fever… - Chapitre 4 : Freedom of the Brute… |                   |                   |                   |                   |
| 2 | 17 avril 2009     | 978-4-06-384131-2 | 23 octobre 2013   | 978-2-302-03136-4 |
| Liste des chapitres : - Chapitre 5 : Lord of the Other Side… - Chapitre 6 : The Underdog… - Chapitre 7 : Duty for all Lives… - Chapitre 8 : Light & Darkness… - Chapitre 9 : Hell's Bosshead - Chapitre 10 : Brotherhood… - Chapitre 11 : Dead End… - Chapitre 12 : Cry Out… - Chapitre 13 : Eloquent Lip…                                  |                   |                   |                   |                   |
| 3 | 17 juillet 2009   | 978-4-06-384166-4 | 4 décembre 2013   | 978-2-302-03682-6 |
| Liste des chapitres : - Chapitre 14 : Presentiment… - Chapitre 15 : Monkey Mate?… - Chapitre 16 : Epidemic… - Chapitre 17 : Amazing Grace… - Chapitre 18 : Run away from Fate… - Chapitre 19 : Winner… - Chapitre 20 : Stairway to Heaven… - Chapitre 21 : Child of God… - Chapitre 22 : Iron Maiden…                                       |                   |                   |                   |                   |
| 4 | 17 septembre 2009 | 978-4-06-384190-9 | 19 février 2014   | 978-2-302-03721-2 |
| Liste des chapitres : - Chapitre 23 : Plan of Secret… - Chapitre 24 : Riot… - Chapitre 25 : Good Fellows… - Chapitre 26 : Fibber… - Chapitre 27 : Lost Brain 1… - Chapitre 28 : Lost Brain 2… - Chapitre 29 : Lost Brain 3… - Chapitre 30 : Lost Brain 4… - Chapitre 31 : Lost Brain 5…                                                     |                   |                   |                   |                   |
| 5 | 17 décembre 2009  | 978-4-06-384226-5 | 16 avril 2014     | 978-2-302-03761-8 |
| Liste des chapitres : - Chapitre 32 : Loss Brain 6… - Chapitre 33 : Loss Brain 7… - Chapitre 34 : Loss Brain 8… - Chapitre 35 : Loss Brain 9… - Chapitre 36 : Loss Brain 10… - Chapitre 37 : A Juvenile State… - Chapitre 38 : A Flag of Our Future… - Chapitre 39 : Enchanted… - Chapitre 40 : Union…                                      |                   |                   |                   |                   |
| 6 | 17 février 2010   | 978-4-06-384253-1 | 18 juin 2014      | 978-2-302-03842-4 |
| Liste des chapitres : - Chapitre 41 : Blank 2 Days… - Chapitre 42 : The Start in End… - Chapitre 43 : Hairline Crack… - Chapitre 44 : Death… - Chapitre 45 : Clear the Way… - Chapitre 46 : Bridge over Troubled Water… - Chapitre 47 : A Life or a Death… - Chapitre 48 : Judgment from the Air… - Chapitre 49 : Omen…                     |                   |                   |                   |                   |
| 7 | 17 mai 2010       | 978-4-06-384302-6 | 20 août 2014      | 978-2-302-04225-4 |
| Liste des chapitres : - Chapitre 50 : A Long Shot… - Chapitre 51 : Brave Heart… - Chapitre 52 : Knock Down!… - Chapitre 53 : Fire of Departure… - Chapitre 54 : Come to Life… - Chapitre 55 : A Misty Mountain… - Chapitre 56 : Rise from the Dead… - Chapitre 57 : Resurrection of Friendship… - Chapitre 58 : Mountain of the Dead…       |                   |                   |                   |                   |
| 8 | 16 juillet 2010   | 978-4-06-384333-0 | 29 octobre 2014   | 978-2-302-04316-9 |
| Liste des chapitres : - Chapitre 59 : Holy Mark… - Chapitre 60 : Abandon the Past… - Chapitre 61 : A View in All its Glory… - Chapitre 62 : Fantastic Guy… - Chapitre 63 : Fight or Flight… - Chapitre 64 : Duel of the Brute… - Chapitre 65 : Laplace's Demon… - Chapitre 66 : Beginning W… - Chapitre 67 : Re-Awakening…                  |                   |                   |                   |                   |
| 9 | 17 septembre 2010 | 978-4-06-384365-1 | 21 janvier 2015   | 978-2-302-04359-6 |
| Liste des chapitres : - Chapitre 68 : Prognosis… - Chapitre 69 : Fantasy or Reality… - Chapitre 70 : And then there were none… - Chapitre 71 : Upshot of the Prevision… - Chapitre 72 : Love his Sweet-Heart… - Chapitre 73 : Confession?… - Chapitre 74 : Visitor at the Dark… - Chapitre 75 : Mr. Brain… - Chapitre 76 : Beating Friends… |                   |                   |                   |                   |
| 10 | 17 décembre 2010  | 978-4-06-384420-7 | 25 mars 2015      | 978-2-302-04485-2 |
| Liste des chapitres : - Chapitre 77 : Solitude… - Chapitre 78 : The Tribe… - Chapitre 79 : The End!?!… - Chapitre 80 : Open the Way… - Chapitre 81 : Sink or Swim!… - Chapitre 82 : Long Goob-Bye… - Chapitre 83 : Smile Sweetly… - Chapitre 84 : Relic… - Chapitre 85 : Disappearance…                                                     |                   |                   |                   |                   |
| 11 | 17 février 2011   | 978-4-06-384447-4 | 20 mai 2015       | 978-2-302-04605-4 |
| Liste des chapitres : - Chapitre 86 : Especial Place… - Chapitre 87 : My Girl… - Chapitre 88 : Forward, my men!… - Chapitre 89 : Mouth of the Earth… - Chapitre 90 : Pitfall… - Chapitre 91 : Place for Survive… - Chapitre 92 : A Man-Made Mountain… - Chapitre 93 : Guess Who’s Coming to Dinner… - Chapitre 94 : Strong Will…            |                   |                   |                   |                   |
| 12 | 17 mai 2011       | 978-4-06-384490-0 | 1er juillet 2015  | 978-2-302-04606-1 |
| Liste des chapitres : - Chapitre 95 : Captive Birds… - Chapitre 96 : Tomorrow… - Chapitre 97 : Truth or Nonsense… - Chapitre 98 : Her words were true… - Chapitre 99 : Extermination… - Chapitre 100 : Excavation… - Chapitre 101 : A Soliloquy… - Chapitre 102 : Salvation… - Chapitre 103 : A Tower at the Shore…                         |                   |                   |                   |                   |
| 13 | 15 juillet 2011   | 978-4-06-384521-1 | 23 septembre 2015 | 978-2-302-04697-9 |
| 14 | 17 octobre 2011   | 978-4-06-384568-6 | 25 novembre 2015  | 978-2-302-04828-7 |
| 15 | 16 décembre 2011  | 978-4-06-384602-7 | 27 janvier 2016   | 978-2-302-04907-9 |
| 16 | 16 mars 2011      | 978-4-06-384645-4 | 23 mars 2016      | 978-2-3020-4986-4 |
| 17 | 17 mai 2012       | 978-4-06-384674-4 | 25 mai 2016       | 978-2-3020-5117-1 |
| 18 | 17 août 2012      | 978-4-06-384721-5 | 6 juillet 2016    | 978-2-3020-5220-8 |
| 19 | 17 octobre 2012   | 978-4-06-384751-2 | 28 septembre 2016 | 978-2-3020-5394-6 |
| 20 | 17 décembre 2012  | 978-4-06-384784-0 | 23 novembre 2016  | 978-2-3020-5604-6 |
| 21 | 15 février 2013   | 978-4-06-384823-6 | 22 février 2017   | 978-2-3020-5623-7 |